# ملادن ملادنوویچ
ملادن ملادنوویچ (کرواتی: Mladen Mladenović؛ زادهٔ ۱۳ سپتامبر ۱۹۶۴) بازیکن فوتبال اهل کرواسی است.
از باشگاه‌هایی که در آن بازی کرده‌است می‌توان به دینامو زاگرب، هایدوک اسپلیت، گامبا اوساکا و باشگاه فوتبال ردبول زالتسبورگ اشاره کرد. وی همچنین در تیم ملی فوتبال کرواسی بازی کرده‌است.